# 1994年スペイングランプリ
1994年スペイングランプリ (1994 Spanish Grand Prix) は、1994年F1世界選手権の第5戦として、1994年5月29日にカタロニア・サーキットで開催された。

## 概要
国際自動車連盟 (FIA) は前戦モナコGPの場で、安全上の緊急対策として車両規定（テクニカルレギュレーション）の変更案を発表した。変更は段階的に導入され、先ずスペインGPでは「フロントウィングの上昇」「ボーテックスジェネレーターの禁止」「フロントタイヤ付近のディフレクターの制限」「リアディフューザーの短縮」という項目が義務化された。
FIAの意図はダウンフォースを減らしてコーナーでの走行速度を落とす、というものだった。しかし、5月13日の発表からスペインGPまで2週間の猶予しかなく、急場の改造によってむしろ危険性が増すのではないかという不安を招いた。実際、5月24日にはロータスのペドロ・ラミーがスペイン仕様のマシンをテスト中、リアウィング脱落によって大クラッシュを喫し、大怪我を負ってしまった。
事故の翌日5月25日、ベネトンのフラビオ・ブリアトーレ マネージング・ディレクターがFIAマックス・モズレー会長に対し、「レギュレーション変更は返って安全性を悪化させる」という内容の書簡を送付。変更案に真っ向から対立した。
ベネトン、マクラーレンら9チームはFIAの姿勢に反発して金曜日のフリー走行1回目をボイコットし、出走したのは9台のみだった。FIA会長マックス・モズレーが反対派と協議した結果、今後の規定変更に含みを持たせる形でレース不参加は回避された。
また、モナコGPで再結成されたグランプリ・ドライバーズ・アソシエーション (GPDA) はカタルーニャ・サーキットの危険箇所の変更を要求。コース中間部にある高速S字（ニッサンシケイン）の手前にタイアバリアを前後に並べた仮設シケインを追加し、この区間を常に追い越し禁止とした。
モナコGPで瀕死の重傷を負ったカール・ヴェンドリンガーは、（この時点では）未だ昏睡状態にあり、ザウバーはハインツ＝ハラルド・フレンツェンの1台のみで参戦した。モナコGPは1台参戦だったウィリアムズとシムテックは、それぞれ新人のデビッド・クルサードとアンドレア・モンテルミーニをセカンドドライバーとして起用した。ロータスは負傷したラミーに代わりアレッサンドロ・ザナルディを起用。ジョーダンは3戦出場停止が明けたエディ・アーバインが復帰した。

## 展開
土曜の予選で、再び大クラッシュが発生した。シムテックのアンドレア・モンテルミーニが最終コーナーのタイヤバリアに激突してモノコック前部が損傷。モンテルミーニは幸いに脚の骨にヒビが入った程度で助かったが、終わらない事故の連鎖が不安を掻き立てた。
決勝は、ポールポジションからスタートしたミハエル・シューマッハが独走態勢に入る。シューマッハは21周目に最初のピットストップを行うが、直後にギアボックストラブルで5速しか使えなくなり、ミカ・ハッキネンとデイモン・ヒルに抜かれて3位に転落した。その後、シューマッハはペースを回復し、ヒルとの差を10秒前後にキープした。
ハッキネンはヒルやシューマッハよりも1回多い3回ピットストップ作戦を採り、30周目に2回目のピットイン。これでヒルが先頭に立ち、シューマッハ2位、ハッキネン3位となる。
ヒルは40周目、シューマッハとハッキネンは45周目に最後のピットインを済ませる。ハッキネンはシューマッハの3秒後方まで接近したが、49周目にプジョーエンジンから白煙を吹いてリタイアした。後続のJ.J.レートとマーティン・ブランドルもエンジン故障によりストップし、マーク・ブランデルが3位に浮上する。
ヒルはそのまま先頭でゴールし、今季初勝利を達成。サンマリノGPでのアイルトン・セナの事故死以来沈んでいたウィリアムズチームを勇気づけた。
2位のシューマッハは開幕からの連勝が4でストップし、1992年にナイジェル・マンセルが記録した開幕5連勝には届かなかった。それでも、5速にスタックしたまま40周以上を走行し、2回目のピットストップではエンストせず再発進するなど、驚くべきドライビングをみせた。ラップタイムもトラブル発生直後の1分31秒台から1分26秒台前半まで戻したが、これは18周目に記録したファステストラップから1秒落ち、ヒルやハッキネンの自己ベストとは0.3秒ほどしか違わなかった。その秘訣を聞かれると、「（メルセデス・ジュニア・チーム在籍中に参戦した世界スポーツプロトタイプカー選手権 (WSPC) やル・マンなどの耐久レースで乗車した）Cカーでの経験が役に立った。まったく異なるラインをとって、スムーズに走ることを心がけた。うまくいったよ」とコメントした。
3位のブランデルは、ヤマハエンジンにF1初表彰台をもたらした。また、1998年に消滅するティレルにとって、これが最後の表彰台獲得となった。

## 結果

### 予選
| 順位 | No | ドライバー                       | コンストラクター       | タイム   | 差     |
| ---- | -- | -------------------------------- | ---------------------- | -------- | ------ |
| 1    | 5  | ミハエル・シューマッハ           | ベネトン・フォード     | 1'21.908 |        |
| 2    | 0  | デイモン・ヒル                   | ウィリアムズ・ルノー   | 1'22.559 | +0.651 |
| 3    | 7  | ミカ・ハッキネン                 | マクラーレン・プジョー | 1'22.660 | +0.752 |
| 4    | 6  | J.J.レート                       | ベネトン・フォード     | 1'22.983 | +1.075 |
| 5    | 14 | ルーベンス・バリチェロ           | ジョーダン・ハート     | 1'23.594 | +1.686 |
| 6    | 27 | ジャン・アレジ                   | フェラーリ             | 1'23.700 | +1.792 |
| 7    | 28 | ゲルハルト・ベルガー             | フェラーリ             | 1'23.715 | +1.807 |
| 8    | 8  | マーティン・ブランドル           | マクラーレン・プジョー | 1'23.763 | +1.855 |
| 9    | 2  | デビッド・クルサード             | ウィリアムズ・ルノー   | 1'23.782 | +1.874 |
| 10   | 3  | 片山右京                         | ティレル・ヤマハ       | 1'23.969 | +2.061 |
| 11   | 4  | マーク・ブランデル               | ティレル・ヤマハ       | 1'23.981 | +2.073 |
| 12   | 30 | ハインツ＝ハラルド・フレンツェン | ザウバー・メルセデス   | 1'24.254 | +2.346 |
| 13   | 15 | エディ・アーバイン               | ジョーダン・ハート     | 1'24.930 | +3.022 |
| 14   | 24 | ミケーレ・アルボレート           | ミナルディ・フォード   | 1'24.996 | +3.088 |
| 15   | 10 | ジャンニ・モルビデリ             | フットワーク・フォード | 1'25.018 | +3.110 |
| 16   | 20 | エリック・コマス                 | ラルース・フォード     | 1'25.050 | +3.142 |
| 17   | 19 | オリビエ・ベレッタ               | ラルース・フォード     | 1'25.161 | +3.253 |
| 18   | 23 | ピエルルイジ・マルティニ         | ミナルディ・フォード   | 1'25.247 | +3.339 |
| 19   | 26 | オリビエ・パニス                 | リジェ・ルノー         | 1'25.577 | +3.669 |
| 20   | 25 | エリック・ベルナール             | リジェ・ルノー         | 1'25.766 | +3.858 |
| 21   | 9  | クリスチャン・フィッティパルディ | フットワーク・フォード | 1'26.084 | +4.176 |
| 22   | 12 | ジョニー・ハーバート             | ロータス・無限ホンダ   | 1'26.397 | +4.489 |
| 23   | 11 | アレッサンドロ・ザナルディ       | ロータス・無限ホンダ   | 1'27.685 | +5.777 |
| 24   | 31 | デビッド・ブラバム               | シムテック・フォード   | 1'28.151 | +6.243 |
| 25   | 34 | ベルトラン・ガショー             | パシフィック・イルモア | 1'28.873 | +6.965 |
| 26   | 33 | ポール・ベルモンド               | パシフィック・イルモア | 1'30.657 | +8.749 |
| DNQ  | 32 | アンドレア・モンテルミーニ       | シムテック・フォード   | 1'31.111 | +9.203 |

- DNQは予選不通過 (Do Not Qualify)

### 決勝
| 順位 | No | ドライバー                       | コンストラクター       | 周回 | タイム             | グリッド | ポイント |
| ---- | -- | -------------------------------- | ---------------------- | ---- | ------------------ | -------- | -------- |
| 1    | 0  | デイモン・ヒル                   | ウィリアムズ・ルノー   | 65   | 1:36'14.374        | 2        | 10       |
| 2    | 5  | ミハエル・シューマッハ           | ベネトン・フォード     | 65   | +24.166            | 1        | 6        |
| 3    | 4  | マーク・ブランデル               | ティレル・ヤマハ       | 65   | +1'26.969          | 11       | 4        |
| 4    | 27 | ジャン・アレジ                   | フェラーリ             | 64   | +1 Lap             | 6        | 3        |
| 5    | 23 | ピエルルイジ・マルティニ         | ミナルディ・フォード   | 64   | +1 Lap             | 18       | 2        |
| 6    | 15 | エディ・アーバイン               | ジョーダン・ハート     | 64   | +1 Lap             | 13       | 1        |
| 7    | 26 | オリビエ・パニス                 | リジェ・ルノー         | 63   | +2 Laps            | 19       |          |
| 8    | 25 | エリック・ベルナール             | リジェ・ルノー         | 62   | +3 Laps            | 20       |          |
| 9    | 11 | アレッサンドロ・ザナルディ       | ロータス・無限ホンダ   | 62   | +3 Laps            | 23       |          |
| 10   | 31 | デビッド・ブラバム               | シムテック・フォード   | 61   | +4 Laps            | 24       |          |
| 11   | 8  | マーティン・ブランドル           | マクラーレン・プジョー | 59   | トランスミッション | 8        |          |
| Ret  | 6  | J.J.レート                       | ベネトン・フォード     | 53   | エンジン           | 4        |          |
| Ret  | 7  | ミカ・ハッキネン                 | マクラーレン・プジョー | 48   | エンジン           | 3        |          |
| Ret  | 12 | ジョニー・ハーバート             | ロータス・無限ホンダ   | 41   | スピン             | 22       |          |
| Ret  | 14 | ルーベンス・バリチェロ           | ジョーダン・ハート     | 39   | スピン             | 5        |          |
| Ret  | 9  | クリスチャン・フィッティパルディ | フットワーク・フォード | 35   | エンジン           | 21       |          |
| Ret  | 2  | デビッド・クルサード             | ウィリアムズ・ルノー   | 32   | 電気系             | 9        |          |
| Ret  | 34 | ベルトラン・ガショー             | パシフィック・イルモア | 32   | ウィング破損       | 25       |          |
| Ret  | 28 | ゲルハルト・ベルガー             | フェラーリ             | 27   | ギアボックス       | 7        |          |
| Ret  | 10 | ジャンニ・モルビデリ             | フットワーク・フォード | 24   | 燃料系             | 15       |          |
| Ret  | 30 | ハインツ＝ハラルド・フレンツェン | ザウバー・メルセデス   | 21   | ギアボックス       | 12       |          |
| Ret  | 20 | エリック・コマス                 | ラルース・フォード     | 19   | ラジエーター       | 16       |          |
| Ret  | 3  | 片山右京                         | ティレル・ヤマハ       | 16   | エンジン           | 10       |          |
| Ret  | 24 | ミケーレ・アルボレート           | ミナルディ・フォード   | 4    | エンジン           | 14       |          |
| Ret  | 33 | ポール・ベルモンド               | パシフィック・イルモア | 2    | スピン             | 26       |          |
| Ret  | 19 | オリビエ・ベレッタ               | ラルース・フォード     | 0    | エンジン           | 17       |          |
| DNQ  | 32 | アンドレア・モンテルミーニ       | シムテック・フォード   |      |                    |          |          |

- ファステストラップ：ミハエル・シューマッハ（ベネトン・フォード） 1'25.155
- ラップリーダー：シューマッハ (LAP1-22)、ハッキネン (LAP23-30)、ヒル (LAP31-40)、シューマッハ (LAP41-45)、ヒル (LAP46-65)

## 第5戦終了時点でのランキング
| 順位 | ドライバー             | ポイント |
| ---- | ---------------------- | -------- |
| 1    | ミハエル・シューマッハ | 46       |
| 2    | デイモン・ヒル         | 17       |
| 3    | ゲルハルト・ベルガー   | 10       |
| 4    | ジャン・アレジ         | 9        |
| 5    | ルーベンス・バリチェロ | 7        |

| 順位 | コンストラクター      | ポイント |
| ---- | --------------------- | -------- |
| 1    | ベネトン-フォード     | 46       |
| 2    | フェラーリ            | 25       |
| 3    | ウィリアムズ-ルノー   | 17       |
| 4    | ジョーダン-ハート     | 11       |
| 5    | マクラーレン-プジョー | 10       |

- 注：ドライバー、コンストラクター共にトップ5のみ表示。